# Stade Aimé-Giral
Das Stade Aimé-Giral ist ein Rugby- und Fußballstadion in der französischen Stadt Perpignan, Département Pyrénées-Orientales, in der südfranzösischen Region Okzitanien. Der Rugby-Union-Club USA Perpignan (Union Sportive Arlequins Perpignan, USAP) ist hier beheimatet.

## Geschichte
Das Stade Aimé-Giral wurde 1940 eröffnet. Es liegt im Sportkomplex der Stadt, zu dem auch mehrere Tennisplätze, eine Boxhalle, ein Kraftraum, zwei Schiedsrichterumkleiden, vier Umkleideräume, Duschen, Sanitäranlagen und ein behindertengerechter Zugang zu den Tribünen gehören. Die Sportstätte bietet heute auf ihren vier überdachten Tribünen 14.232 Plätze (1800 V.I.P.-Plätze), davon 13.000 Sitzplätze. Auf der Tribune Chevalier befinden sich 24 Logen. Die Tribune Desclaux verfügt über eine Panorama-Loge. Des Weiteren bieten sich drei Empfangsräume, 220 m LED-Werbebanden, ein Fernsehkontrollraum, zwei Videoanzeigetafeln in den Stadionecken mit 35 m² Fläche, LED-Flutlicht mit 2200 Lux Beleuchtungsstärke und 500 Parkplätze an Spieltagen. Das Stadion ist nach dem in Perpignan geborenen Aimé Giral (1895–1915) benannt. Er spielte in den 1910er Jahren für die AS Perpignan und erzielte die entscheidenden Punkte für den Club gegen Stadoceste Tarbais (8:7) um die französische Rugby-Union-Meisterschaft 1914. Er fiel mit 19 Jahren im Ersten Weltkrieg in Somme-Suippe.

## Tribünen
Die Ränge sind nach ehemaligen Spielern und Trainern der USAP benannt.
- Tribune Joseph Desclaux: Längstribüne
- Tribune Jules Chevalier: Längstribüne
- Tribune Fernand Vaquer: Hintertortribüne
- Tribune Bernard Goutta: Hintertortribüne

## Galerie

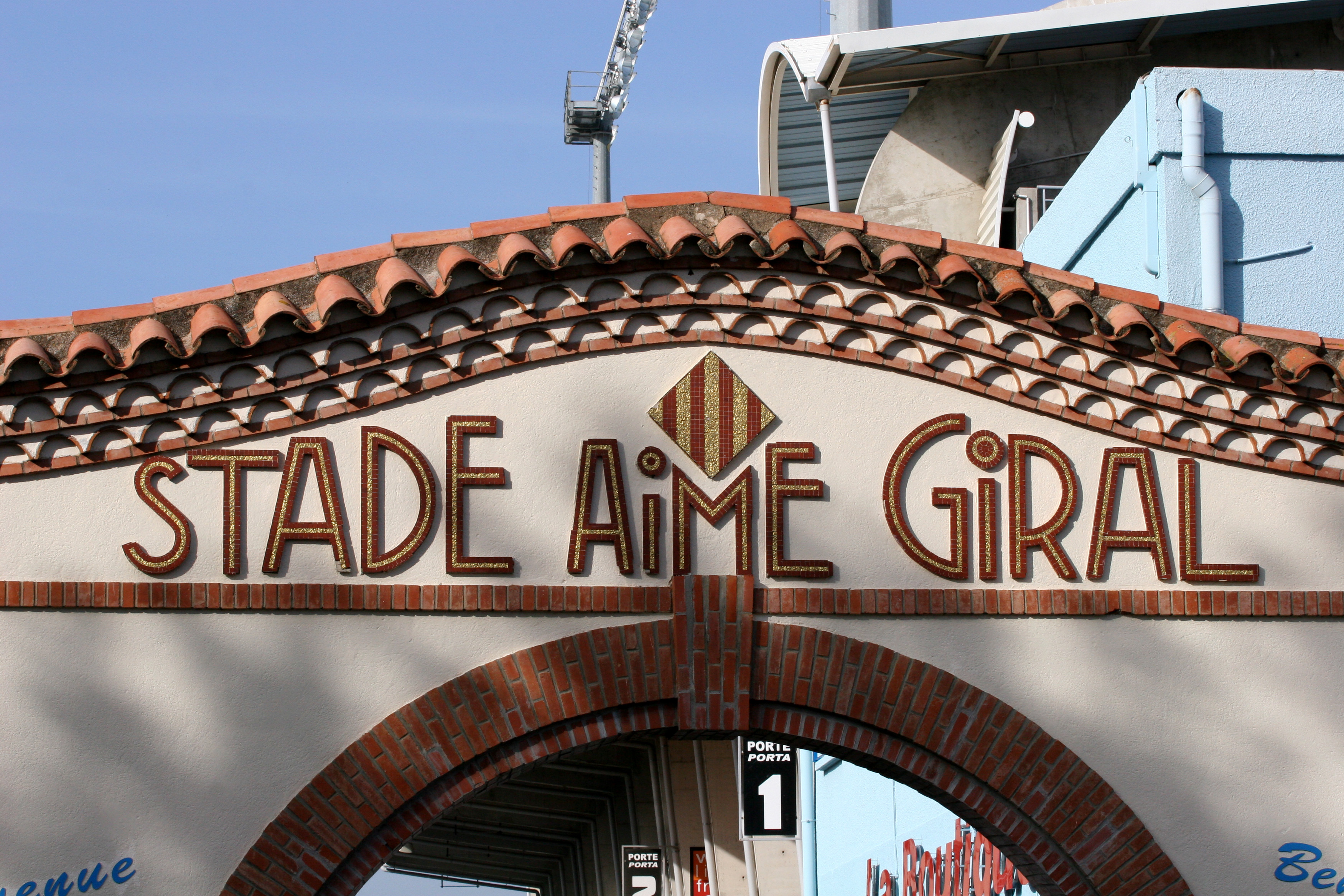
Name über dem Eingang (Juni 2008)
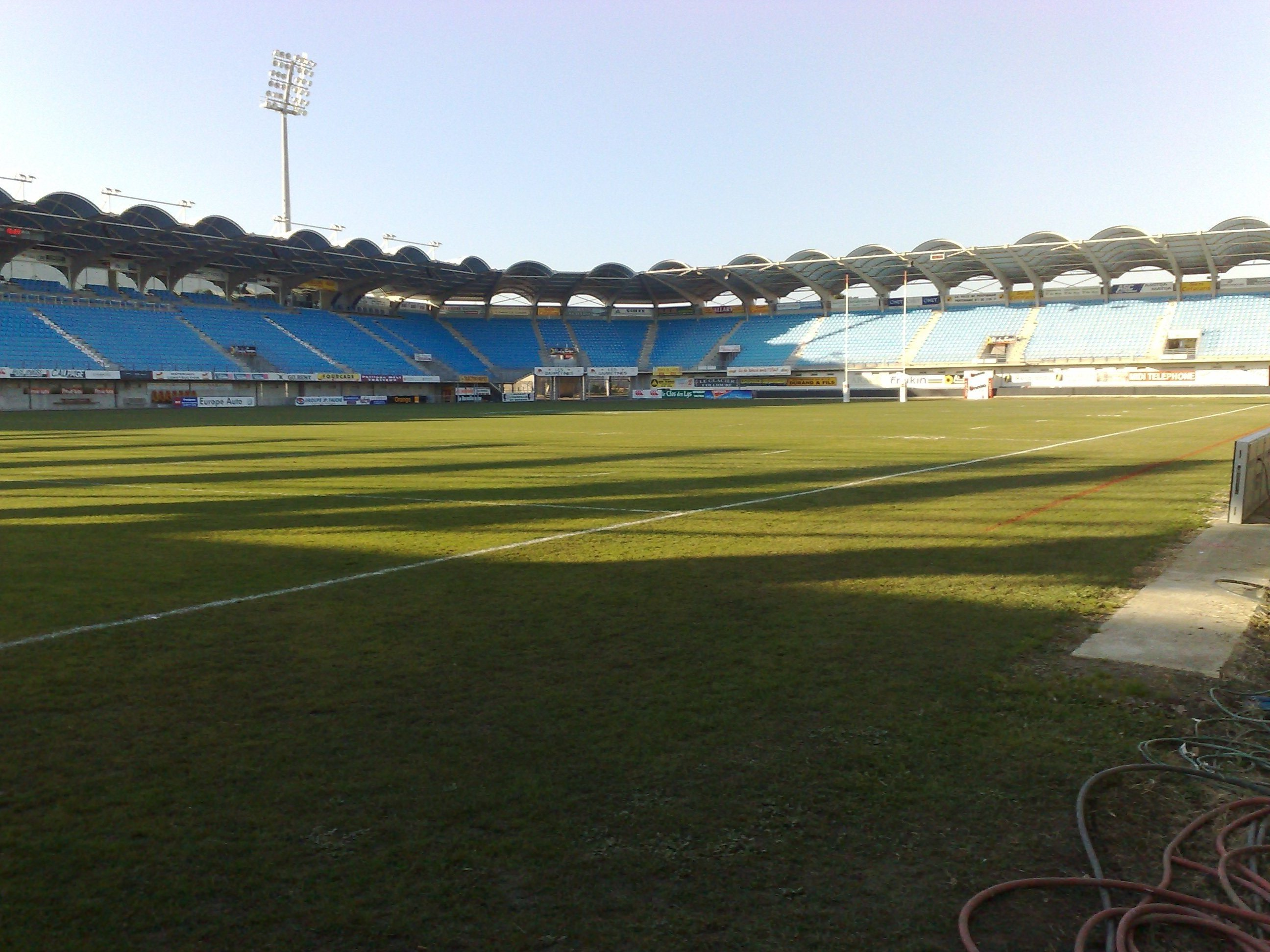
Blick in das Stadion (Februar 2009)
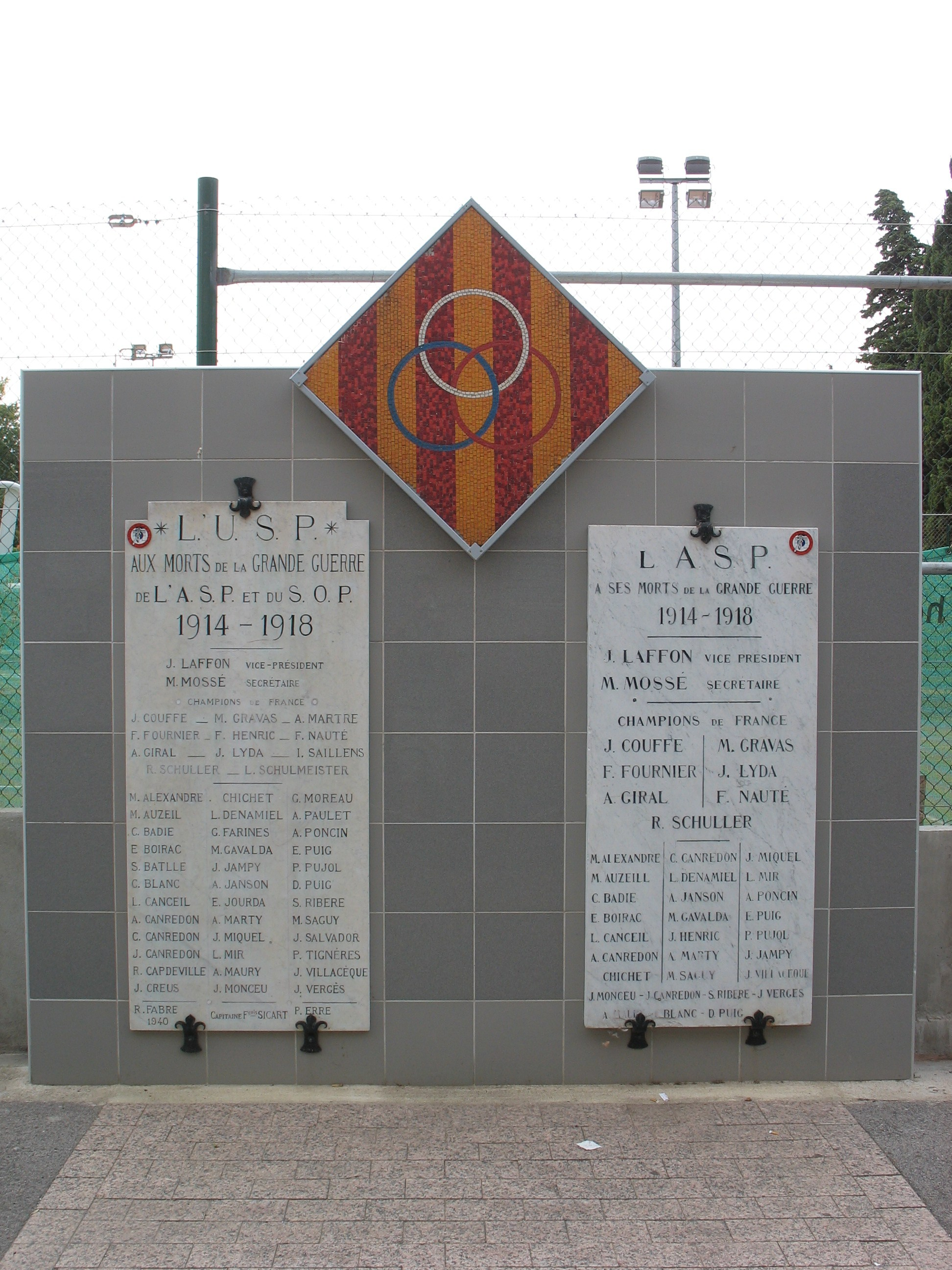
Denkmal am Stadion für die im Ersten Weltkrieg Gefallenen der AS Perpignan und der SO Perpignan (2011)